# Helictotrichon mortonianum
Helictotrichon mortonianum là một loài thực vật có hoa trong họ Hòa thảo. Loài này được (Scribn.) Henrard mô tả khoa học đầu tiên năm 1940.